# Grupa Bergamot

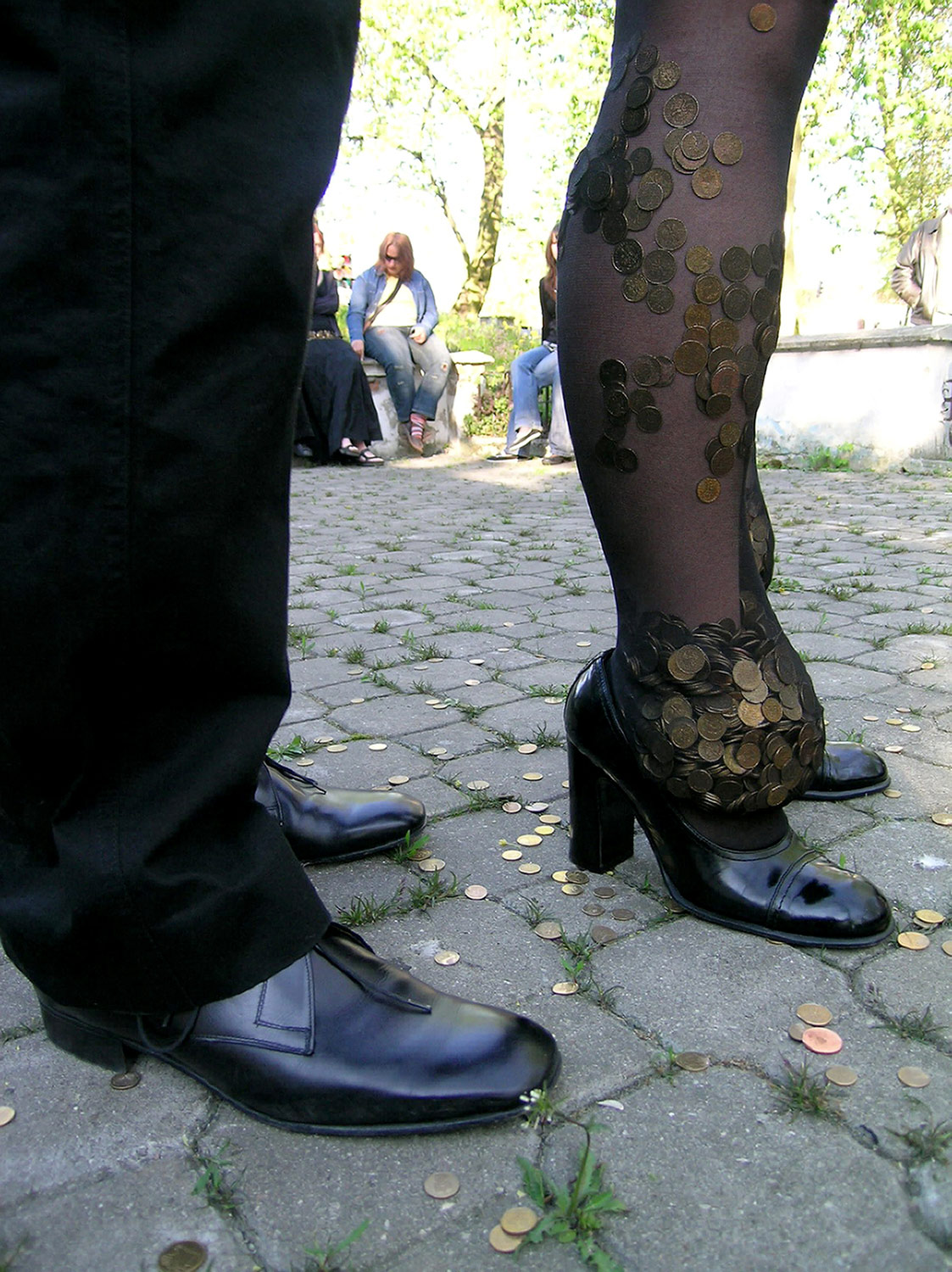
Performance Organic life, 2007, “Europe-Asia. Mediations”, Poznan, Poland

Grupa Bergamot – powstała w 1998 roku w Brześciu na Białorusi. Tworzy ją dwójka artystów Volha Maslouskaya i Raman Tratsiuk.  Domeną ich artystycznej działalności jest performance.
Od roku 2000 grupa jest członkiem Stowarzyszenia Białoruskiej Sztuki Współczesnej.

## Wybrane wystawy[4]
- 2025 Matter of body Aand image, Conference, Academic Design Center, Łódż, Poland
- 2025 EU UA. WELTKUNSTZIMMER in Düsseldorf, Germany
- 2025 Breaking the silence. National Center of Contemporary Art. Minsk, Belarus
- 2024 United Nations, WY Gallery, Lodz, Poland
- 2024 Safety as Collective Practice. Revolutionale Festival, Leipzig, Germany
- 2024 Bergamot. Focus states. Pawilon, Poznan, Poland
- 2023 Art Karlsruhe'23, Germany
- 2023 Bergamot Group. Organic life. MQ, Vienna, Austria
- 2023 Bergamot Group. Organic life. Halle 14, Leipzig, Germany
- 2023 Teraz. Biuro Wystaw. Foundation of Polish Contemporary Art. Warsaw. Poland
- 2023 Flight. Crisis and the Arts. Ludwig-Maximilians-Universität München
- 2023 ARE YOU HERE WITH US? New Media Museum
- 2022 One week screening, Center for Art and Media Karlsruhe
- 2022 One week screening, Center for Art and Media Karlsruhe.
- 2022 Flight. No title, International Malta Festival, Poznan, Poland
- 2022 When language is lost, Possibilities of art in the face of war
- 2022 Center for Art and Media Karlsruhe, Germany
- 2022 Coalition, Domie, Poznan, Poland
- 2022 A Forest Marathon. pARTisanka, HAU Hebbel am Ufer, Berlin, Germany
- 2021 Everyday. Art. Solidarity. Resistance, Mystetskyi Arsenal
- 2021 National Cultural and Art and Museum Complex, Kyiv, Ukraine
- 2021 Performensk, performance festiwal, Memorial Museum-Studio of Z. Azgur, Minsk, Belarus
- 2020 Belarus /Art Of Resistance, Arti et Amicitiae Gallery, Amsterdam, Holland
- 2020 Belarus: The Square of Change, Perron West, CK Utrecht, Holland
- 2020 We Are People, Labyrinth Gallery, Lublin, Poland
- 2020 Impersonal, KH Space, Brest, Belarus
- 2020 Tactics of Resistance. Dutch Design Week. Manifistations, Germany
- 2019 Disease as a Source of Art, National Museum inPoznan, Poland
- 2019 Organic work, Saraj, Brest, Belarus
- 2019 Let’s talk about death, Arkadia, Brest, Belarus
- 2019 Forbidden Zones, KH Space, Brest, Belarus
- 2018 Zbor in progress, Y gallery, Minsk, Belarus
- 2017 Border line, Arcadia, Brest, Belarus
- 2016 ZBOR. Belarusian Art Movement, Izolyatsia, Platform for Cultural Initiatives, Kyiv, Ukraine
- 2015 Collection. Making archive, Arsenal City Gallery, Bialystok, Poland
- 2015 Pierre_feuille_ciseaux, Le Générateur, Paris, France
- 2014 XXY, Y gallery, Minsk, Belarus
- 2013 Reality of the game virtual exhibition
- 2012 Mediations Biennale. Unknown, Castle, Poznan, Poland
- 2012 Hotel De Inmigrantes - Cosmopolitan Stranger, Manifesta 9, Hasselt, Belgium
- 2012 Offscenic, Festival of performative actions, Czestochowa, Poland
- 2011 Love is Love, Transeurope Festival, Labyrinth Gallery, Lublin, Poland
- 2011 Thriller, Exhibition accompanying the New Horizons festival, BWA Wroclaw, SiC Gallery, Poland
- 2010 "Ars Homo Erotica", Muzeum Narodowe w Warszawie, Warszawa, Polska
- 2010 "Living Sculptures", Stary Browar, Poznań, Polska
- 2009 Biennale sztuki współczesnej, Muzeum Zuraba Tsereteli, Moskwa, Rosja

- 2009 „Vogue” CSW Łaznia, Gdańsk
- 2009 „Legendy miejskie” Muzeum Narodowe w Poznaniu, Poznań, Polska
- 2009 „Poznań Poetów” CK Zamek, Poznań
- 2008 „Inne Miasto, inne Życie” Galeria Narodowa „Zachęta”,  Warszawa, Polska
- 2008 „Art must be beautiful” Stary Browar, Poznań, Polska
- 2007 „Imperium zmysłów” – wystawa wykładowców Katedry Intermediów ASP w Poznaniu
- 2007 „Artists in Wonderland” Gdańsk, Poland
- 2007 „Europe-Asia. Mediations” festiwal sztuki, Poznań, Polska
- 2007 „Arterie” art Festival, Katovice, Poland
- 2007 „Belart” festival of Belarussian art, Praga, Chech
- 2007 Mandala Performance Art Festival, Wrocław, Polska
- 2007 „Park sztuki”, Galeria Podlaska, Biała Podlaska, Polska
- 2006 „Vidioci”, Stary Browar, Poznań, Polska
- 2006 „European Performance Art. Festival” Centrum Sztuki Współczesnej Zamek Ujazdowski, Warszawa, Polska

- 2006 „Terytoria”, Centrum Kultury w Lublinie, Polska
- 2006 Wystawa polsko-angielska „Out-or?”, Poznań
- 2006 4-ty międzynarodowy festiwal videoartu „PUSTO”, Moskwa, Rosja
- 2006 „Urban flesh and blood”, Prodajna Galerija, Beograd, Serbia
- 2006 Festiwal „Mandala”, Wrocław
- 2006 „TARDIS international” Performance Art Festival, Ipswich, UK
- 2005 „Art Poznań Now” wystawa w ramach biennale sztuki w Łodzi
- 2005 3-cia wystawa polsko-angielska „Frankly?” Stary Browar, Poznań
- 2005 „Barricades”, Kaliningrad, Rosja
- 2004 „Passage d'Europe", St-Etienne Metropole Musée d'Art Moderne, Francja
- 2003 „Public Rituals. Art/Video from Poland", mumok, Wiedeń, Austria
- 2003 „European Media Art. Festival”, Osnabrueck, Niemcy
- 2003 festiwal „Precedens 06” Tarnowskie Góry
- 2002 Festiwal „Space", Galeria ON, Poznań
- 2002 „Życie organiczne – malarstwo", Galeria Miejska Arsenał, Poznań
- 2001 Festiwal Performance „Eternal Quest For Home", CSW Inner Spaces, Poznań
- 2001 Fetiwal Sztuki Intermedialnej – Galeria „Wozownia", Toruń
- 2000 Festiwal „Dzień performera”,  Zielona Góra, Polska
- 2000 Międzynarodowy Festiwal Sztuki Współczesnej „Fort Sztuki", Kraków
- 2000 „Nowa Sztuka Białorusi", CSW Zamek Ujazdowski, Warszawa
- 2000 Festiwal "Czas, Przestrzeń, Osobowość", Pałac Sztuki, Mińsk, Białoruś
- 2000 „Życie organiczne", Galeria Podlaska, Biała Podlaska
- 2000 „The Organic Life”, AFA in Poznań, Polska
- 2000 Międzynarodowy Festiwal video art „Projekcja", Mińsk
- 2000 Festiwal białoruskiej sztuki współczesnej „Opis jednego miejsca", (uczestnik, jeden z kuratorów), BWA Arsenał, Poznań
- 2000, 2001, 2002, 2003 festiwal „Inner Spaces Multimedia", Poznań
- 1999 „I Białorusko – Polski Festiwal Sztuki Współczesnej w Brześciu",(uczestnik i kurator) Brześć, Białoruś
- 1999, 2000, 2002 Międzynarodowy Festiwal Performance „Navinki+", Mińsk, Białoruś
- 1999 Międzynarodowa konferencja Sztuki Współczesnej, Mińsk, Białoruś
- 1998 „4+B-0" białorusko – polski projekt (uczestnik i kurator), Brześć, Białoruś